# Sommersturm
Sommersturm ist der zweite Spielfilm von Marco Kreuzpaintner. Er erzählt die Geschichte vom Coming-out eines Jugendlichen.

## Handlung
Seit ihrer Kindheit sind Achim und Tobi die besten Freunde. Aus diesem Grund sind sie auch beide Mitglieder des Ruderclubs ihres bayerischen Heimatortes Starnberg (kurz: RSC). Da die beiden sich bei einem Lauftraining im Wald verspäten und zu spät zum Rudertraining kommen, trägt Trainer Hansi ihnen zur Strafe auf, das Bootshaus sauberzumachen. Während Achim Tobi die meiste Arbeit machen lässt, weil dieser die Schuld an der Verspätung trägt, überlegt Tobi sich wieder einen neuen Streich und schüttet seinem Freund einen Eimer voll Wischwasser über den Kopf. Nachdem die Freunde ein wenig ihre Kräfte gemessen haben, beschließen sie gemeinsam zu masturbieren.
Am Abend findet eine Jubiläumsfeier des Ruderclubs statt, bei der unter anderem der Vater von Georg (Spitzname „Schorsch“), ein regional bekannter Händler von Landmaschinen, dem Club neue Trainingsanzüge und Sporttaschen stiftet. Tobi und Achim gehen derweil ins Untergeschoss auf die Kegelbahn, um einen Joint zu rauchen. Sie unterhalten sich dabei über ihre Zukunftspläne. Tobi ist kurz davor, Achim zu gestehen, dass er in ihn verliebt ist. Ihm fehlt jedoch der Mut dazu. Stattdessen erzählt er Achim in Verlegenheit, dass er schon mit Anke, einem der weiblichen Mitglieder des Ruderclubs und Verehrerin von Tobi, geschlafen hätte. Als Achim später mit seiner Freundin Sandra und Tobi mit Anke tanzt, hält Tobi zwar engen Körperkontakt mit Anke, hat jedoch die ganze Zeit über nur Augen für Achim.
Am nächsten Tag bricht die Mannschaft ins Trainingslager im Bergischen Land auf. Große Vorfreude herrscht, weil auch eine Damenmannschaft aus Berlin erwartet wird. Ferdl nutzt die Zeit nach dem Aufbau seines Zeltes, um heimlich einige Mitglieder der Damenmannschaft zu beobachten – bei der es sich jedoch, wie sich herausstellt, um ein Team aus katholischen Sächsinnen handelt. Er wird jedoch erwischt und klemmt sich dabei die Vorhaut in den Reißverschluss seiner Hose ein. Daraufhin wird er von Mitgliedern der weiteren Wettkampfmannschaft RC Queerschlag ins Camp zurückgebracht. Im Gespräch mit den „Queerschlägern“ erfahren die enttäuschten RSCler, dass die Berliner Damenmannschaft krankheitsbedingt ausfällt und Queerschlag dafür nachgerutscht ist. Auf den vermeintlichen Druckfehler auf den Mannschafts-T-Shirts angesprochen erklärt Malte, dass „queer“ im Englischen für „seltsam“ steht – oder auch für „schwul“, was bei den RSClern sehr gemischte Reaktionen hervorruft. Während Tobi, Achim und die Mädchen damit kaum ein Problem haben, ist besonders der konservative Georg entsetzt über die Anwesenheit einer ganzen Mannschaft, die nur aus Schwulen besteht.
In den nächsten Tagen bleibt es nicht aus, dass die RSCler und die Queerschläger mehrfach miteinander zu tun bekommen. Unterdessen wird die Freundschaft zwischen Achim und Tobi auf eine harte Probe gestellt, nachdem Achim erfahren hat, dass Tobi ihn im Hinblick auf seine sexuellen Erfahrungen mit Anke angelogen hat. Als beide im See schwimmen, kommt es zu einer ersten Aussprache der beiden. Kurze Zeit später liegen beide auf dem Steg in der Sonne und Tobi wird von seinen Gefühlen überwältigt. Er küsst den dösenden Achim, der davon erwacht und völlig schockiert ist. Achim ergreift die Flucht, was auch die Queerschläger aus einiger Entfernung mitbekommen. Tobi springt wieder ins Wasser und verbringt dann den Nachmittag mit den Queerschlägern am See. Nachdem er in der Sonne eingeschlafen ist, hat er einen gewaltigen Sonnenbrand, und Leo, ein bis dahin eher zurückhaltendes Mitglied des RC Queerschlag, cremt ihm den Rücken ein. Aus dieser Situation heraus kommt es zwischen den beiden zum Geschlechtsverkehr – für Tobi das erste Mal.
Verwirrt irrt er anschließend am Ufer des Sees entlang, wo er auf Anke trifft, die sich bereits eine ruhige Stelle im Schilf ausgesucht hatte, um mit Tobi ihr erstes Mal zu erleben. Doch Tobi, der immer noch völlig durcheinander ist, blockt ab und gesteht ihr schließlich seine Liebe zu Achim. Unterdessen versucht der forsche Malte weiterhin Georg rumzukriegen, dem er zuvor vorgemacht hat, er sei in Wirklichkeit heterosexuell. Als Malte Georg schließlich zum Kuss nötigt und dieser geschockt in den Wald flüchtet, taucht er auch zum gemeinsamen Abendessen mit dem RC Queerschlag nicht auf, sodass Hansi schließlich die beiden Mannschaften auf die Suche nach ihm schickt. Georg taucht wieder auf, doch nun sind Achim und Sandra verschwunden. Die Teammitglieder vermuten richtigerweise, dass die beiden nur allein sein wollen. Tobi aber drängt darauf, mehr aus Eifersucht denn aus echter Sorge, die beiden nicht zurückzulassen. So kommt es durch den wegen Leo auf Tobi eifersüchtigen Queerschläger Oli zur Andeutung einer Schwärmerei von Tobi für Achim, woraus zunächst ein Zwist und schließlich eine Schlägerei zwischen den beiden Ruderteams resultiert. Durch einen Schubser von Tobi fällt Leo zu Boden und verstaucht sich dabei den Arm.
Wieder zurück im Lager, hat sich im Laufe des Abends der aufgekommene Wind zu einem Sommersturm entwickelt. Durch einen Blitzschlag fällt ein Baum und zerstört eines der Boote. Trainer Hansi wird die Gefahr für seine Mannschaft bewusst und er lässt alle gemeinsam zur Übernachtung in eine nahegelegene Jugendherberge aufbrechen. Als Tobi dort in ein Zimmer mit Achim einziehen will, setzt dieser ihn vor die Tür, weil er einerseits mit Sandra allein sein und andererseits den mittlerweile deutlich eifersüchtigen Tobi – auch wegen dessen Lüge – nicht in seiner Nähe haben will. Daraufhin verbringt Tobi die Nacht mit Leo in einem Zimmer. Leo bestärkt Tobi darin, zu seiner Homosexualität zu stehen. (Es wird angedeutet, dass die beiden miteinander schlafen.) Beim Frühstück am nächsten Morgen tritt Tobi die Flucht nach vorn an und outet sich vor seiner Mannschaft. Durch seinen mutigen Schritt entspannt sich die Situation merklich, da den Mitgliedern des RSC Tobis bisheriges Verhalten jetzt verständlich wird.
Doch für den bevorstehenden Wettkampf, der den Abschluss des Trainingslagers bildet, ergeben sich noch zwei Probleme: Durch Leos Verletzung fehlt den Queerschlägern ein Ruderer, und der RSC hat nur noch ein Boot zur Verfügung. Hansi entscheidet, dass die Jungenmannschaft des RSC antreten soll und ein Mitglied als Ersatz für Leo zur Verfügung stellt: Schorsch – der bis dahin immer wieder durch schwulenfeindliche Äußerungen aufgefallen ist. Für ihn darf Anke im Jungenboot mitrudern. Am Ende des Wettrennens, das die Queerschläger gewinnen, können schließlich auch Achim und Tobi ihren Streit beilegen.

## Produktion
Die Dreharbeiten fanden im Sommer 2003 statt, überwiegend an der Bevertalsperre im Bergischen Land. Laut dem Produzenten wurde dieser Drehort gewählt, da er abgeschieden lag und man zugleich Filmförderung durch die Förderungsanstalt von NRW erhielt. Das Gewässer, das im Film wie ein einzelner See wirkt, wurde aus vier verschiedenen Seen zusammengeschnitten. Am Starnberger See wurden die in Bayern spielenden Szenen gedreht. Die Gesamtkosten des Filmprojekts lagen bei rund 2,9 Millionen Euro, wobei sich das Finanzieren des Films wegen des als wenig kommerziell gesehenen Themas über längere Zeit schwierig gestaltete. Letztlich steuerten die Filmförderungen von Bayern und NRW jeweils 500.000 Euro zum Projekt bei.
Marco Kreuzpainter, der zum Drehzeitpunkt erst 26-jährige Regisseur, verarbeitete in dem Film auch eigene Erfahrungen seines Coming Outs. Er habe versucht, den Film durch emotionale Erzählweise sowohl auf der einen Seite breitenwirksam für ein größeres Publikum als auch auf anderen Seite tiefgehend und dicht erzählt anzulegen. Viele Szenen setzen insbesondere auf Metaphern in der Natur, um die Gefühle der Figuren auszudrücken (am offensichtlichsten der titelgebende „Sommersturm“), bei der Kameraführung werden viele Halbtotalen eingesetzt, mit denen die Bewegungen der Figuren mit vollem Körper eingefangen werden.
Vor Drehbeginn absolvierten die jungen Darsteller über acht Wochen dreimal wöchentlich Rudertrainings. Kreuzpainter legte Wert darauf, dass auch die Darsteller der kleineren Nebenrollen alle beschäftigt waren und eine gute Figur hatten. Die Hauptrolle übernahm Robert Stadlober, der vier Jahre zuvor mit dem Film Crazy, wie auch Sommersturm eine Produktion von Jakob Claussen und Thomas Wöbke, seinen Durchbruch hatte. Da die aus Polen stammende Darstellerin Alicja Bachleda-Curuś kein akzentfreies Deutsch sprechen konnte, wurden ihre Szenen von Laura Maire synchronisiert, die daher im Abspann als Ankes Synchronstimme erwähnt wird.

## Musik
Die Filmmusik wurde als Soundtrack zum Film auf CD veröffentlicht. Sie stammt überwiegend von dem Schweizer Komponisten Niki Reiser, enthält jedoch auch einige andere Titel. So ist unter anderem Frankie Goes to Hollywoods Ballade The Power of Love und Nova Internationals The Summer We Had zu hören. Die Eröffnungssequenz ist mit Blonde on Blonde von Nada Surf unterlegt. Peter Wolfe und Pete Doherty steuerten den Titel For Lovers bei. Das US-amerikanische Projekt VAST lieferte zudem den Titel Flames. Weitere Titel stammen von den Hidden Cameras und Hanno Kofflers Band Kerosin. Zudem ist Go West in der Version von Nova International zu hören, da (laut Audiokommentar auf der Sommersturm-DVD) die Lizenzgebühren für die Version der Pet Shop Boys zu hoch gewesen wären.
Im Abspann wird „Willkommen“ von Rosenstolz gespielt. Umgekehrt sind im Musikvideo der Gruppe Rosenstolz zu „Willkommen“ Szenen aus Sommersturm zu sehen.
1. „Blonde on Blonde“ von Nada Surf
2. „Shake the Foundation“ von Radio 4
3. „Willkommen“ von Rosenstolz
4. „Los, Wixen“ von Niki Reiser
5. „Auf ins Bergische“ von Niki Reiser
6. „We’ll Never Know“ von Roman Fischer
7. „Maltes Kuss“ von Niki Reiser
8. „Flames“ von VAST
9. „Verwirrt“ von Niki Reiser
10. „Achim“ von Niki Reiser
11. „Getaway“ von Roman Fischer
12. „Jim’s Theme“ von Niki Reiser
13. „Coming Out“ von Niki Reiser
14. „Catch Me“ von Kerosin
15. „We Oh We“ von The Hidden Cameras
16. „Crooked Lines“ von The Go-Betweens
17. „For Lovers“ von Wolfman/Pete Doherty
18. „The Power of Love“ von Frankie Goes to Hollywood
19. „Sommersturm“ von Niki Reiser
20. „The Summer We Had“ von Nova International
21. „Go West“ von Nova International

## Rezeption
In den deutschen Kinos hatte Sommersturm am Ende des Jahres 2004 insgesamt 275.295 Zuschauer. Der Film wurde auch international vermarktet, so lief er unter dem Titel Summer Storm auch im Jahr 2006 in den USA, und es erschienen weltweit DVD-Ausgaben des Filmes. Weltweit spielte er an den Kinokassen über zwei Millionen US-Dollar ein. Die Kritiken fielen sowohl in Deutschland als auch im Ausland überwiegend positiv aus. Im deutschen Fernsehen hatte der Film am 2. August 2008 um 20:15 bei ProSieben seine Premiere.
Die Süddeutsche Zeitung schrieb:

„Es gibt diese Filme, da passt einfach alles. Die Schauspieler, der Erzählton, die Musik, der Humor, die Dramaturgie. Sommersturm, beim Filmfest München Anfang Juli mit dem Publikumspreis ausgezeichnet, ist so ein Film. Ein offenherziges Stück junges Kino zum Verlieben. Die Bilder etwa, wenn sich Tobi und Leo (Marlon Kittel) auf dem Steg körperlich erfahren, sich gleichgeschlechtliche Lust und Neugier paaren, sind mutig und deutlich zugleich – und in ihrer Intensität wohl einzigartig im deutschen Film.“

Das Lexikon des internationalen Films meinte:

„Eine deutsche Coming-Out-Geschichte, die mit souveränem Charme und gewinnender Leichtigkeit das Thema Homosexualität behandelt. Trotz einiger dramaturgischer Unsicherheiten und gelegentlicher Rückgriffe auf banale Kalauer überzeugt und unterhält der Film dank seiner jugendlichen Darsteller und der sicher inszenierten Geschichte.“

Critic.de schrieb:

„Bei all den Problemen, die das Coming-Out beinhalten kann, hinterlässt der Film ein wohliges Gefühl. Zu welcher Gruppe gehöre ich? Zu welcher möchte ich gehören? Wie werden meine Freunde damit umgehen? Allein schon der Anspruch dieses Thema „in die Mitte der Gesellschaft“ […] zu bringen, ist lobenswert – gerade wenn man bedenkt, dass in Deutschland nicht nur in Jugendkreisen häufig „schwul“ als Schimpfwort oder als Füllwort verwendet wird.“

## Preise
- Sommersturm bekam den Bayern-3-Publikumspreis des Münchner Filmfests 2004.[11][14]
- Regisseur Marco Kreuzpaintner bekam für seine Arbeit den New Faces Award 2004 als bester Regisseur.[15]
- Hauptdarsteller Robert Stadlober wurde mit dem Undine Award als bester Darsteller ausgezeichnet.